# James Cantor
James Cantor é um psiquiatra, sexólogo e pesquisador canadense. Ele é reconhecido internacionalmente como um especialista no tópico de pedofilia.
Cantor trabalhou no Centro de Vícios e Saúde Mental (Centre for Addiction and Mental Health) e foi membro da Sociedade para o Estudo Científico da Sexualidade (Society for the Scientific Study of Sexuality) por 27 anos. Ele foi editor-chefe no jornal acadêmico Sexual Abuse: A Journal of Research and Treatment e diretor do Centro de Sexualidade de Toronto (Toronto Sexuality Center). Ele também serviu como professor associado na Faculdade de Medicina da Universidade de Toronto.
Entre 2021 e 2023, ele testemunhou em condição de especialista em 25 casos jurídicos relacionados a transsexualidade nos Estados Unidos.

## História
Cantor trabalhou com um time de pesquisadores no Laboratório Falométrico de Kurt Freund, onde eles realizavam experimentos, incluíndo testes falométricos, em criminosos sexuais. As pesquisas de Cantor influenciaram o consenso dos pesquisadores tangente à ideia que a pedofilia possui uma base biológica. Ele acredita que a pedofilia é determinada no ventre.
Em sua carreira clínica, Cantor tratou cerca de uma dúzia de pacientes transsexuais em sua clínica em Toronto desde 2015. Em 2023, ele testemunhou em condição de especialista em mais de 20 casos relacionados a transsexualidade nos Estados Unidos. Nesses pronunciamentos, Cantor questionou a efetividade e segurança das terapias de afirmação de gênero.

## Vida pessoal

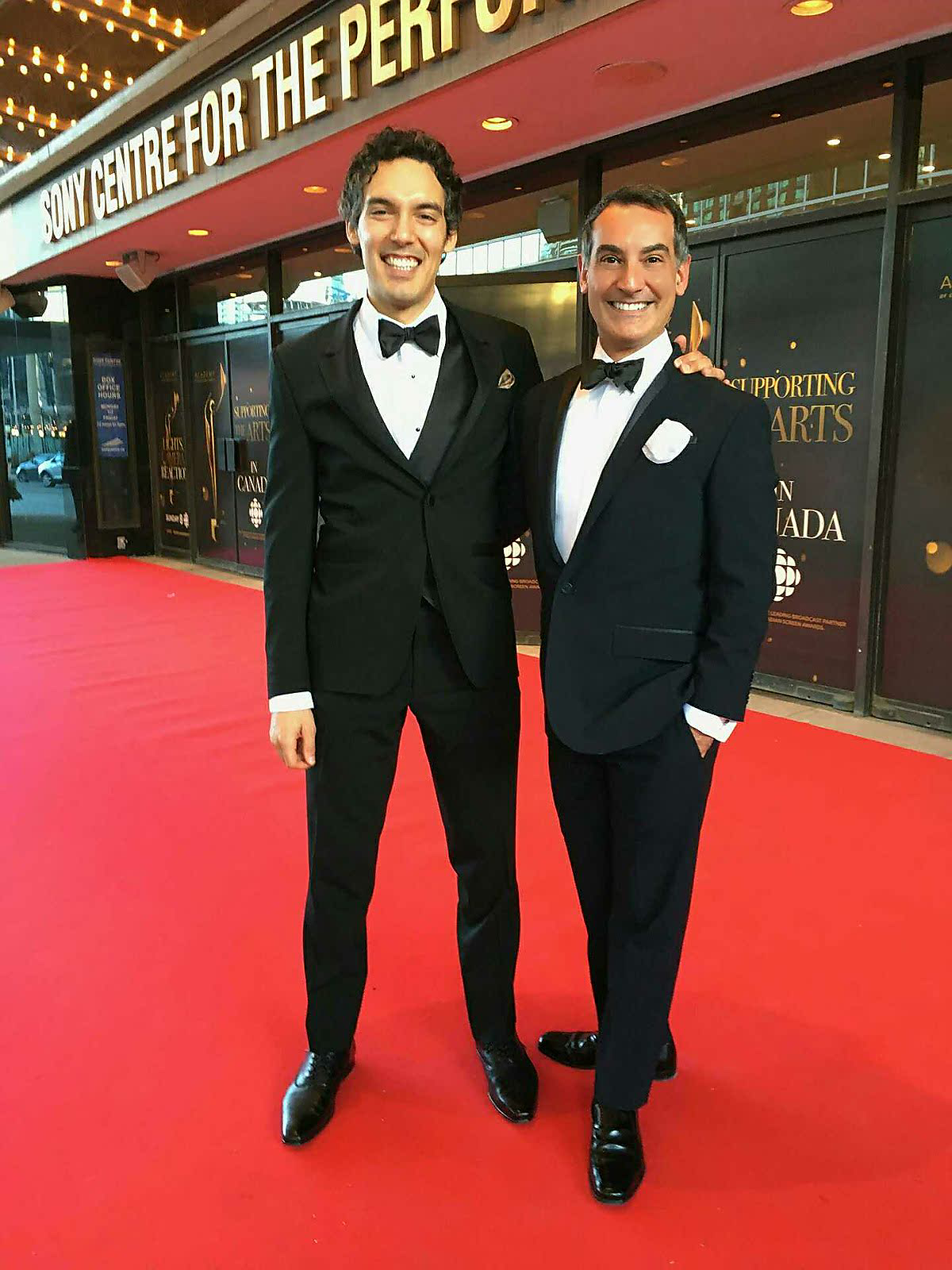
Cantor durante a Canadian Screen Awards, na qual o filme foi nomeado

Cantor é ateu e homossexual. Ele participou da produção do filme I, Pedophile, de 2016.